# 剣神の継承者
『剣神の継承者』（けんしんのサクシード）は鏡遊による日本のライトノベル。MF文庫J（メディアファクトリー→KADOKAWA）より2012年5月から2015年3月まで全12巻刊行された。イラストはみけおうが担当している。
メディアミックスとしてコミカライズ版が『月刊コミックアライブ』（メディアファクトリー→KADOKAWA）2013年7月号で予告編が掲載され、2013年8月号から2014年7月号まで連載されていた（作画：神楽武志）。単行本は全2巻。1巻にはドラマCD付きの特装版も発売された。

## あらすじ
数十年前、“空の扉”と呼ばれる異空間ゲートを通って、ソーディアと呼ばれる異世界から地球へなだれ込んできた、剣技に長けて、剣に恋する種族〈ソーディ〉に支配された街〈東京ソーディア〉。その街で、ただの人間ながら、剣の達人である〈七剣〉の一人〈剣聖〉ヒョウカに魅入られ、弟子となって修行を積んだ少年・クロウは、治安維持部隊〈セイバーズ〉の隊員を務めながら、〈ソーディ〉の市民権を獲得するために、〈剣の学院〉に通うことになる。
しかし、学院に通う直前の任務で出会った反ソーディ組織〈太陽教〉の少女・桜井日奈子との出会いや、幼馴染のソーディ・セフィとの再会により、彼の日常は波乱に満ちた日々へと変わっていく····。

## 登場人物
※声優はドラマCDのもの。

### 主要登場人物
クロウ
人間の少年で、本作品の主人公。フルネームは葛城九郎（かつらぎ くろう）。愛剣は日本刀（無銘）だったが4巻の終盤でスイサーラによってへし折られ、直後にどこかから飛んで来た日本刀を使用していたが、9巻の終盤で突如現れたヒョウカによってへし折られた。5巻の終盤でマナカの愛剣『舞姫』の一振りをラーシュから手渡され、9巻の終盤で日本刀を再度失ったクロウにヒョウカが〈大剣聖〉ジルンシェードの形見の剣を手渡された。10巻でクロウは〈大剣聖〉の形見の剣に、『ルシェ』という〈大剣聖〉の昔の愛称を名付けた。
八年前に反ソーディ組織が蜂起した際に、父親を武装した人間たちに殺され、暴動の鎮圧に出動していた〈剣聖〉ヒョウカの戦いぶりを見て、ヒョウカに殺されない為にヒョウカに弟子入りした。それから七年間、ヒョウカに山で修行を受けて、兄弟弟子のラーシュと共に〈剣士〉の称号と〈剣聖〉の継承印（コード）である腕輪を与えられた。
クロウの父親が残した文献と、それを読んだヒョウカの指導によって、人間がソーディに打ち勝つ為の変幻自在の剣術である古流（コリュウ）を会得しており、後に無意識でありながら体が自然に動いて敵を切る古流の極意である無想（ムソウ）を会得した。それにヒョウカの発案と指導によって、本来ならソーディにしか扱えないはずの身体エネルギー『光（コウ）』を人間ながらも扱う事が可能となっており、『光身（コウシン）』と呼ばれる身体能力を向上させる技を使用できる。
一年半前にヒョウカが行方不明になった後は、ヒョウカの妹である〈剣将〉マナカに保護され、マナカが局長を務める治安維持組織〈セイバーズ〉の一員となった。1巻で、ソーディの市民権の証である“短剣”を手に入れる為に〈剣の学院〉に入学する。1巻の終盤でマナカが離反し、2巻の終盤で副長のサヴィナを含む多くの隊員がブレイズたちに殺害されたことで、〈セイバーズ〉は治安維持組織としては解体され、シルフィ直属の調査チームとして再編成され、クロウは〈剣の学院〉の生徒を続けながら調査チーム〈セイバーズ〉の一員として活動していた。7巻ではラーシュと共に〈剣姫〉の称号を与えられて、イシュトと共に〈剣仙衆〉が作り上げた〈牙の道〉と呼ばれる修行場所をクリアした。
しかし、〈太陽の乙女〉日奈子や〈扉の巫女〉セフィや死剣使いのリンネを側に置いていることに加えて（8巻からはソーディアの〈剣聖〉ウィニアまで加わっている）、マナカやアミラルを斬る程の強さを得たことでシルフィに危険視され、8巻の終盤でシルフィに切り捨てられて追われる身になる。9巻で日奈子たちと共に〈太陽の乙女〉の一族の故郷に潜伏していたところに〈大剣聖〉ジルンシェードが現れて、かつて自分の両親が当時〈剣聖〉だったジルンシェードやヒョウカと共に古流を完成させようとしていたことを知った。そしてリンネを連れ戻すために、突如現れたラーシュやジルンシェードと共に、ブレイズたちの新たな本拠地“堕ちたる宮殿”に向かった。そして〝堕ちたる宮殿”での激闘を経て、致命傷を負ったジルンシェードを病院へ運ぶ為にラーシュと共に戦場を離脱し、突如現れたヒョウカやラーシュと共にジルンシェードの最期を見届けた。10巻ではヒョウカとラーシュに剣を向けられて応戦するが、ヒョウカにジルンシェードの埋葬を頼まれ、その場に現れたリンネと共にジルンシェードの遺体を担いでその場を立ち去る。そして、目の前に現れた〈剣仙衆〉に育てられた黒い剣士たちにジルンシェードの遺体を託すと、リンネと共に日奈子たちと合流した。そして、日奈子と美月の会談の最中に八ツ首の蛇が追いついてきたことで、八ツ首の蛇やソーシャやリドと交戦する。そして美月の介入によって巨大な“空の扉”が開かれたことで交戦は中断し、セフィが空中に宙吊りになっていた日奈子を助け出したが、“空の扉”から大量のエイジンが現れて大混乱になり、混乱に乗じてセフィたちを連れて撤退した。
その二か月後、太陽の乙女の故郷に潜伏しながら“第一の扉（ファースト・ゲート）”と呼ばれるようになった巨大な“空の扉”から、エイジンの群れによって守られた“扉の要塞”が現れた事で、避難命令が出て無人となった東京ソーディアでセフィと共にエイジン退治をしている最中に、ソーシャが現れて交戦し勝利する。そして、ヒョウカが現れてマナカの墓に案内され、ヒョウカにキスされた直後に“第一の扉”で待つと告げられた。そして、セフィと向かった〈剣の学院〉でシルフィと再会し、“不死鳥計画”の内容を明かされてクロウに“短剣”を与える代わりに計画への協力を持ちかけられるが、剣神を目指すと決めたクロウはその誘いを断った。そして、“第一の扉”を閉ざす為にセフィたちと共に“第一の扉”へ向かうが、途中でエイジンたちの襲撃を受けて一行はバラバラになり、リンネと二人きりになり仲間との合流をしようとしている途中でリーゼベルと遭遇し交戦する。そして死闘の末に勝利し、リーゼから女王リーゼベルとしての存在と記憶が消滅した事を確信した。そして、リーゼをスイサーラに託して彼女たちがその場を去ったすぐ後に陸上自衛軍の襲撃を受けるが、死剣使いの能力を取り戻したリンネが単身で陸上自衛軍を撃退した直後に、シルフィに反旗を翻したロバート・マキシムとローズが用意していた桜井美月の人格をプログラムしたHタイプのクローンレギオン七体によって日奈子とセフィが強制的に世界中に“空の扉”を開かされるのを目撃し、シルフィがロバート・マキシムとローズを始末した後にリンネと共に敵であるシルフィを討とうとするが、突如現れたラーシュにリンネが致命傷を負わされるのを目撃し、虫の息のリンネを抱きしめてリンネの生命活動が停止するのを見ていることしかできなかった。
そして、激高しながらラーシュと交戦するが、真の斬流を会得したラーシュに苦戦する。しかし、セフィの加勢でラーシュが吹き飛ばされると、今度はセフィが『光』を意図せず溢れさせたことでエイジンたちが引き寄せられる危機に陥るが、イシュトたち〈七剣〉四人が駆けつけてエイジンたちを始末した。その後、エイジンに混じって奇襲してきたシルフィを正気を失ったセフィが吹き飛ばし、剣神の領域に至ったヒョウカが〈扉の巫女〉として完全に覚醒した上で暴走しているセフィと交戦する。そして、ヒョウカの剣神の一刀が“第一の扉”を完全な扉とすると同時にセフィのあらゆるリミッターを斬ったことで、セフィを守る為にヒョウカに最後の戦いを挑む。途中でラーシュも乱入し、再び放たれたヒョウカの剣神の一刀を古流と無想と瞬絶の法の三つの力を継ぎ目なく発動させたことで耐え抜き、遂に剣神の領域を目撃し〈剣神の継承者〉となった。そして、“第一の扉”へと消えていったヒョウカの最期を見届けると、同じく〈剣神の継承者〉に至ったラーシュと最後の勝負に突入する。そして、全ての想いを受け継いで心に宿したクロウが勝利し、大地に生じた巨大な亀裂に落ちていったラーシュの最期を見届けて、遂に〈剣神〉に至った。そして、完全な〈扉の巫女〉となったセフィに勝負を挑まれ、セフィを救う為に剣神の一刀〈究天神斬〉を放ち、セフィの愛剣『星崩』と〈扉の巫女〉の『光』を斬ってセフィを救った。そして、“第一の扉”によってソーディアが落下するのを防ぐ為に、日奈子が受け取った数万人分の『光』をセフィが受け取り、セフィと共に久遠彼方を握って日奈子から受け取った力を光刃にした剣神の一刀で“第一の扉”を斬ったことで全てを終わらせた。
しかし、人間の身で剣神の一刀を二度も放った事でクロウの肉体はボロボロになり、右足が不自由になり二度と戦えない体になった。クロウ自身はその事に後悔は無く、戦後に日奈子やセフィと共にジルンシェードが生前話していた孤島に移住し、人間とソーディが共に学ぶ学園を立ち上げて、教師の手伝いをしながら自らの戦いの記録をまとめる研究を行っている。なお、〈七剣〉と四将の決定によって久遠彼方を与えられ、久遠彼方を杖として使うことで、剣を持つことを許されていない島で唯一例外扱いされている。
セフィ
声 - 南條愛乃
本作品のヒロイン。小説第1・6巻の表紙に描かれている。ソーディの少女で、クロウの幼馴染。クロウのことは「ロウ」と呼ぶ。長い金髪をサイドテールにしている。ソーディ政府の頂点に立つ四将家の娘。一部の者たちからは〈扉の巫女〉と呼ばれている。愛剣は巨剣『星崩（ほしくずし）』。八ツ首の蛇によると、この世で最も強い『光』を宿す最強にして最高のソーディと評されるが、セフィの剣術は未熟で、6巻から〈天剣〉ソーシャの指導を受けている。
姉のシルフィがヒョウカと友人であった為、姉の付き添いでヒョウカの住む山を何度か訪れた事でクロウと知り合い、剣術を磨き合った。1巻でクロウが〈剣の学院〉に入学したことでクロウと再会し、日奈子と親友になる。やがてクロウへの明確な好意を自覚し、6巻の終盤でクロウに告白した。しかし、8巻の終盤で姉のシルフィがクロウを切り捨てた事で、クロウや日奈子と離れ離れになる。9巻では、クロウと再会する為にイシュトと共に“堕ちたる宮殿”に赴き、クロウと再会するが拒絶される。10巻では、八ツ首の蛇を〈七剣〉五人と共に追いかけてクロウに追いつき、日奈子の告白で覚悟が決まったクロウに一緒に来いと手を差し伸べられて、その手を取ろうとするがソーシャの不意打ちで邪魔される。そして美月の介入によって巨大な“空の扉”が開かれた後、かつてスイサーラを圧倒したプラチナ色の『光』を纏って、クロウと共に空中に宙吊りになっている日奈子を助けようと光の柱を攻撃し、日奈子を救い出すが意識を失った。
その二か月後、クロウと共に無人となった東京ソーディアでエイジン退治をしながら腕を磨いたことで、一瞬だけプラチナ色の『光』を発動する技を習得した。そして、〈剣の学院〉でシルフィと再会するが、クロウを切り捨てた姉とは別の道を行くことを選んだ。そして、クロウたちと共に“第一の扉”へ向かうが、エイジンたちの襲撃で一行は離れ離れになり、何とかクロウやリンネと合流するが、二人はリーゼベルやスイサーラと交戦中であり、クロウとリーゼベルの戦いの決着を見届けた。その後、日奈子やウィニアと合流するが、リンネが襲撃してきた陸上自衛軍を撃退した直後に七体のクローンレギオンによって、日奈子と共に強制的に“空の扉”を世界中に開かされてしまう。
桜井 日奈子（さくらい ひなこ）
声 - 内田彩
本作品のもう一人のヒロイン。小説第2・7巻の表紙に描かれている。長い黒髪の少女。太陽教の教祖の娘である人間の少女で、ソーディや教団員からは〈太陽の乙女〉と呼ばれている。クロウのことは「クロー」と呼んでいる。剣術は使えないが、“空の扉”を開いたり、ブレイズの術法や回復能力、『光』まで封じる不思議な力を持っている。
生まれた時に全身が光に包まれていた事で、太陽教の教祖である両親に恐れられ、太陽教の施設の一室に閉じ込められて育った。クロウが〈剣の学院〉に入学する少し前に、世話役の香苗たちの手引きで太陽教の施設から脱走し、クロウと出会って〈セイバーズ〉に保護された。その後、マナカの判断で身柄はクロウに預けられた。閉じ込められながらも世話役たちに育てられた事で純真な性格だったが、クロウやセフィと接する事で成長していく。6巻でジルンシェードから先代の〈太陽の乙女〉が使用していた弓を渡されたことで、ソーディの『光』を揺さぶる「鳴弦」という技が使えるようになった。
8巻の終盤でクロウがシルフィに切り捨てられた事で、自衛軍に爆撃されるブレイズの居留地に残ったクロウを救出する為にセフィと別れて、ウィニアと共に居留地へ引き返した。そして、居留地で様子を見に来ていた明里たちと再会し、リーゼベルに敗れて意識を失ったクロウを連れて、日奈子の一族の故郷に潜伏する。9巻では、ウィニアたちと共に太陽教の本部に潜入するが美月には気付かれており、「鳴弦」に似た技を使う白いレギオンによって追い詰められるが、10巻でクロウが合流したことで窮地を脱する。そして、美月の提案で公園で美月と会談している最中に八ツ首の蛇が襲来した事で会談は中断され、クロウにウィニアたちと共にその場を離れるように勧められるが、セフィが近くにいることに気付いてセフィも一緒に連れていくようにクロウに提案するが、クロウが逃亡のリスクが高まるのを恐れて渋ったことでクロウに好きだと告白し、クロウに覚悟を決めさせた。そして、ウィニアや明里やスノウホワイトと共に一旦はその場を離れるが、八ツ首の蛇が引き起こした大爆発を見てクロウの元へ引き返した。そして、美月の介入によって太陽教の教徒五万人分の『光』を注ぎ込まれて巨大な“空の扉”を開かされて意識を失い、“空の扉”に通じる黄金の光の柱の中央に宙吊りになっていたが、セフィによって光の柱から救出された。
その後、強制的に“空の扉”を開かされた影響でしばらくの間は寝込んでいたが、二か月後には回復いており、療養中に太陽教本部に戻った明里から送られた先代の〈太陽の乙女〉が残したノートを参考に、小さな“空の扉”を自在に開け閉めする技を習得した。そして、“第一の扉”を閉ざす為にクロウたちと共に“第一の扉”へ向かうが、途中でエイジンたちの襲撃を受けて一行はバラバラになり、ウィニアと二人きりになる。そして、仲間との合流をしようとしている途中でラーシュと遭遇し、ウィニアとラーシュが交戦する。しかし、斬流を極めたラーシュによってウィニアが重傷を負った直後にヒョウカが現れて、かつて自分を拉致した黒コートの人物がヒョウカであることを知った。そして、ラーシュに斬られたヒョウカが倒れもせず死にもしないで全身から白い光を放出したのを見て、ヒョウカがここにいてはいけないと判断して強制送還の術を発動しようとするが、二人に逃げられてしまう。その後、クロウたちと合流するがリンネが陸上自衛軍を撃退した直後に七体のクローンレギオンによって、セフィと共に強制的に“空の扉”を世界中に開かされてしまう。

### ソーディ
ヒョウカ
ソーディの頂点に立つ〈七剣〉の一人である〈剣聖〉にして、クロウとラーシュの剣の師匠でもあるソーディの女性。愛剣は代々の〈剣聖〉に受け継がれてきた『久遠彼方（クオンカナタ）』。一年半前から行方不明になっており、クロウとの剣の立ち合いが原因と思われるが、真相はクロウに致命傷を負わされた後で、ヒョウカだけの自身しか癒せない術法で命を繋ぎとめていたからであった。
ウィニアによるとヒョウカはソーディアの生まれで、未来を知る術法を使う者たちから救世主と呼ばれ期待されていたが、幼い頃に妹のマナカと共にソーディアのどこかに自然に開いた“大地の扉”（地球では“空の扉”と呼ばれている）を通って、地球にやって来たと語っている。そして当時の〈剣聖〉ジルンシェードにブレイズであることを隠して弟子入りし、十年前に〈剣聖〉の称号を譲られた。
本気で伝説の存在である〈剣神〉を目指しており、〈剣神〉に至る為には通常とは異なるアプローチが必要だと考えて、人間とソーディの交流を研究していた葛城義友を誘拐同然に連れてきて、ジルンシェードに同行していた永久と四人で古流を完成させようとしていた。しかし、クロウが二歳の時に永久が死亡した事に意外な程に打ちのめされて、古流の完成を断念した。そして、八年前に反政府運動を鎮圧する為に出動した際にクロウと再会したが、再会した時にはそれが幼い九郎だとは気付かなかった。しかし、後にジルンシェードに「運命を感じた」と語っており、それでクロウを男性ソーディのラーシュと共に弟子にしたと思われる。
本編では黒いコート姿で暗躍し、日奈子を攫って命の危機に陥ったクロウの元へ向かわせたり、日本刀を失ったクロウに新たな日本刀を戦場に投げ込んで二度に渡ってクロウの窮地を救ったり、妹のマナカの最期を見届けて墓に埋葬したりしていた。しかし、事態の急変によって自らも動かねばならないと悟り、9巻の終盤でクロウとラーシュの前に突然現れて、師匠である〈大剣聖〉ジルンシェードの最期を見届けた。そして、〈大剣聖〉の形見の剣をクロウに手渡し、ラーシュに〈剣聖〉の称号を譲ると、クロウに剣を向ける。10巻でクロウと立ち会っている最中に、ラーシュがこの場所にいる三人の中で一番弱いことを指摘した事で、ラーシュが激昂してクロウに斬りかかったことで立ち合いが中断された。そしてクロウが無想でラーシュを撃退すると、クロウにジルンシェードの埋葬を託して、その場に現れたリンネと共にクロウがその場を立ち去ると、斬流を極めたいラーシュと斬り合いを始める。しかし10巻の終盤で、巨大な“空の扉”が現れたことと巨大な爆発が起こったことで斬り合いは中断され、ラーシュに斬流を極める為にはあるものを捨てなければならないことを伝えた。
その二か月後、〈太陽の乙女〉の故郷でクロウの前に現れて、マナカの墓へ案内する。そして、“第一の扉”で待つとクロウに告げて、クロウにキスして去っていった。その途中でシルフィと再会し、クロウへの思いから思わず涙を流し、それぞれの目的を完遂する為に動くことを再確認した。そして、斬流をほぼ極めたラーシュがウィニアに重傷を負わせた直後に彼らの前に現れて、ラーシュにわざと斬られるが倒れもせず死にもしない上に、傷口から血がほとんど出ていない上に白い光が傷口だけでなく全身から溢れているという異常な様子を見せた。ヒョウカはそれを〈剣神〉の高みに至った証だとラーシュたちに告げた直後に、日奈子が強制送還の術を使用しようとしたことで、その場から撤退した。
ラーシュ
ソーディの少年で、幼馴染のセフィと同じく四将家の息子でもある。クロウとは兄弟弟子であると同時に、〈剣聖〉の継承者候補の一人であり、〈セイバーズ〉の同僚でもある。愛剣は『獣斬（じゅうざん）』。
クロウとは兄弟弟子で親友同士だが、クロウと同様にいつかクロウと本気で斬り合うことを予感している。また、四将の後継者という立場には何の興味も持っていない。
9巻で、自らが斬気そのものとなって敵の斬気を飲み込んで敵を斬る流儀（スペシャル）である斬流（ザンリュウ）を会得する。そして、クロウやヒョウカと共に〈大剣聖〉ジルンシェードの最期を見届けた後、ヒョウカから〈剣聖〉の称号を譲られた。10巻でクロウとヒョウカの立ち合いの最中に、ヒョウカからこの場にいる三人の中で一番弱いと指摘され激昂しクロウに斬りかかるが、クロウの無想によって撃退され愕然とする。そしてクロウとリンネがその場を立ち去ると、斬流を極める為にヒョウカと斬り合いを始める。しかし10巻の終盤で斬り合いが中断されると、ヒョウカから自分には剣と殺意とクロウとの友情しかないことを指摘され、斬流を極める為にはクロウとの友情を捨てなければならないことに気付き、その為にはクロウの大切なものを壊して奪わなければならないと考え、凄惨な笑みを浮かべた。
その二か月後、シルフィの元に身を寄せており、エイジンを斬り続けた事で斬流をほぼ極めた。また、ラーシュが〈剣聖〉の座を継いだことはソーディ政府に認知されている。そして、クロウたちが“第一の扉”へ向かったという情報を知ったことでシルフィの元から単身姿を消した。そして、クロウたちと合流しようとしている日奈子とウィニアと遭遇し、クロウの仲間を誰でもいいから斬る為にウィニアたちに襲い掛かる。そして、斬流でウィニアに重傷を負わせた直後にヒョウカが現れて、もう用はないと告げてヒョウカを斬る。しかし、斬られたヒョウカが倒れもせず死にもしない上に、傷口や全身から白い光を放出する異常な姿を見て驚愕する。その直後、日奈子が強制送還の術を使おうとした為、その場から撤退する。そして、リンネがシルフィのナイフを弾き飛ばしてとどめを刺そうとした時、リンネの胸を背後から貫いた上に背中を斜めに袈裟懸けにして致命傷を負わせた。
イシュト
ソーディの少女で、〈剣の学院〉の生徒会長を務めている3年生の少女。小説第3巻の表紙に描かれている。学院内最強の実力者で〈剣姫〉の称号を持つ。クロウのことは「少年」と呼んでいる。貧乳が悩みである。愛剣は、槍のような円錐状の剣の『雷狼牙（ライロウガ）』。3巻で、調査チームとして再編成された〈セイバーズ〉のリーダーに任命された。
7巻で、人間の父親とソーディの母親の間に生まれたハーフであることが本人の口から語られ、クロウと共に〈牙の道〉をクリアした事で『光』が飛躍的に上昇した。その後も〈剣仙衆〉からの審査を受ける為に〈剣仙衆〉の里に残り、8巻でクロウに〈剣将〉の〈継承印〉の腕輪を見せて、〈剣将〉の継承者として認められたことを伝えた。
9巻で、ジーネルたちによって正式に〈剣将〉に任命されるが、ジーネルは「かなりおまけして」と語っている。10巻では、“堕ちたる宮殿”でジーネルたち〈七剣〉四人と共に八ツ首の蛇と交戦するが決着がつかず、八ツ首の蛇が女王リーゼベルを傷つけたジルンシェードを始末する為にクロウの元へ向かうと、ジーネルたちと共に後を追い、クロウと再会する。そしてクロウを守る為に、クロウの命を狙う〈天剣〉ソーシャと〈竜剣〉リドと交戦するが、桜井美月の介入によって交戦は中断された。
その二か月後、シュナークやリドと共に“第一の扉”へ向かう途中のクロウたちの前に現れて、クロウたちを先に行かせる為にエイジンたちの相手を買って出た。その際にクロウに胸を揉まれるが、言葉とは裏腹に嫌がっている様子を見せなかったことから、いつの間にかクロウに好意を抱いていた模様。
マナカ
〈七剣〉の一人である〈剣将〉にして、〈セイバーズ〉の局長でもあるソーディの女性。ヒョウカの妹。小説第5巻の表紙に描かれている。愛剣は双剣の『舞姫（まいひめ）』。
1巻の終盤でブレイズであることが判明し、ソーディ政府に離反すると同時に〈剣将〉の称号も剥奪された。5巻の終盤でクロウとの交戦の末に致命傷を負い、黒コート姿のヒョウカに看取られて息を引き取った。死後、『舞姫』の一振りはラーシュが回収し、クロウに手渡された。もう一振りの『舞姫』はヒョウカが回収し、マナカの墓標となった。
シルフィ
四将家の後継者で、セフィの姉であるソーディの女性。妹のセフィを溺愛している。二十六歳の若さながら、二年前に元老院議員に選ばれ、政治に携わっている。
彼女の曾祖母である智将ラナフィの再来とうたわれる程、ラナフィに容姿や考え方が似ている。ブレイズたちを殲滅する為に秘かにダイナスト社のロバートと接触し、取引を行っている。8巻の終盤で、以前から画策していた“不死鳥計画”を発動し、ダイナスト社から購入した新型パワードスーツ“アームボディ”を装備した自衛軍に、ブレイズの居留地をクロウごと爆撃させてクロウを切り捨てた。その後、自国を爆撃させたことで元老院から謹慎処分を受けるが、裏で〈竜剣〉リドを動かして、〈扉の巫女〉セフィと〈太陽の乙女〉日奈子を手に入れようとしている。
東京ソーディアの上空に“第一の扉”が開かれた二か月後、謹慎を解かれて四将代行として中央行政区で指揮を執行している。東京ソーディアから避難した四将たちに代わって指揮を執っていることで、事実上のソーディ政府の指導者となっており、“不死鳥計画”を推し進めている。ヒョウカに再会した後、〈剣の学院〉でクロウやセフィに再会し、二人に計画への協力を持ちかけるが、二人が応じることは無かった。そして、クロウたちが“第一の扉”へ向かったという情報を入手すると、陸上自衛軍を出動させて自らも現場へ向かう。そして、クロウがリーゼベルに勝利すると陸上自衛軍を投入してセフィと日奈子を手に入れようとするが、死剣使いの能力を取り戻したリンネに陸上自衛軍を撃退された直後に、護衛のローミスとレーミスがローズに殺害され、更にロバート・マキシムが差し向けた七体のクローンレギオンによってセフィと日奈子が強制的に“空の扉”を世界中に開かされると、妹のセフィにすら隠していたナイフの腕前で、ローズとロバート・マキシムを殺害した。そして、リンネにナイフを弾き飛ばされて窮地に陥るが、ラーシュがリンネに致命傷を負わせたことで難を逃れた。
ローミスとレーミス
シルフィの護衛を務める双子のソーディの女性剣士で、二人とも〈剣姫〉の称号を得ている。8巻の終盤で、シルフィから〈竜剣〉リドを引っ張り出すように命令され、何とかリドを引っ張り出したが苦労した模様。
11巻の終盤で、リンネが陸上自衛軍を撃退した直後に、ローズに隙を突かれて二人とも背後から殺害された。
アミラル
〈七剣〉の一人である〈剣帝〉であるソーディの女性。愛剣は四本の長剣の『覇剣帝刃（ハケンテイジン）』。二本の腕に加えて、両肩に『光』で創り出した二本の腕に剣を持たせて戦う四刀流を戦法にしている。
4巻の終盤、マナカとの交戦の最中に乱入してきたスイサーラに右腕を切り落とされ、5巻でマナカに敗れて行方不明になる。その後、ダイナスト社に回収されて、アミラルの右腕の破片を培養した上にエイジンの細胞と機械を融合させた腕を新たな右腕として移植され、8巻でクロウの前に現れ、クロウと交戦する。しかし、移植された新しい右腕が体とのバランスを僅かに崩していたことで、クロウにその隙を突かれてクロウの日本刀で胸を背中まで貫かれる致命傷を負った。そしてクロウたちが立ち去った後、ブレイズの女王として覚醒したリーゼベルによって引導を渡されて死亡した。
ジーネル
〈七剣〉の一人である〈剣王〉であるソーディの女性で、自由剣士団の団長でもある。愛剣は斧状の『彗星瀑布（グレイトフォール）』。
10巻でシュナークたち〈七剣〉四人と共に“堕ちたる宮殿”に到着し、八ツ首の蛇と交戦するが決着がつかず、八ツ首の蛇がクロウを追いかけたことで後を追い、追いついて八ツ首の蛇とシュナークと二人で再度交戦する。やがで八ツ首の蛇が“滅びの術法”を発動したことで、シュナークにクロウの護衛を頼んでその場を離脱させ、自身は“滅びの術法”を食い止める為に死力を振り絞り、“滅びの術法”の威力を大幅に減衰させるが、自身は跡形も無いほどに砕け散って死亡した。
実はジーネルはショタコンであり、ヒョウカに弟子入りしたばかりの頃のクロウを見て一目惚れし、それ以来クロウに好意を抱き続けていたことが10巻でジーネル本人の口からシュナークに語られた。
シュナーク
〈七剣〉の一人である〈絶剣〉であるソーディの女性で、盲目でありながら手袋に付いた五つの指輪に付いた極細ワイヤーを操る〈鋼糸剣〉を操る。〈七剣〉の中で唯一の金で動く剣士だが、その理由は盲目のハンデを補うために視覚以外の感覚を極限まで磨き上げた結果、味覚まで鍛え上げてしまったことで並みの食事では満足できなくなってしまい、美食で舌を満足させる為に多くの金が必要な為である。
〈七剣〉の中で唯一金で動くソーディである為、たびたびシルフィに金で雇われている。10巻ではジーネルたち〈七剣〉四人と共に八ツ首の蛇と交戦するが決着がつかず、八ツ首の蛇がクロウを追いかけたことで後を追い、ジーネルと共に八ツ首の蛇と再度交戦する。そして、八ツ首の蛇が“滅びの術法”を使用しようとしているのを見たジーネルからクロウを守れという最後の依頼をされたことでその場を離れて（ちなみに料金はクロウに請求しろとジーネルは語った）、〈鋼糸剣〉で大幅に減衰した“滅びの術法”からクロウたちを守った。
その二か月後、イシュトやリドと共に“第一の扉”へ向かうクロウたちの前に現れて、クロウたちを先に行かせる為にエイジンたちの相手を買って出た。なお、その際に〈鋼糸剣〉は元々エイジンを一気に大量に片付ける為の剣であることを語った。
ソーシャ
〈七剣〉の一人である〈天剣〉であるソーディの少女で、〈剣の聖堂〉の師範を務めている。愛剣はソーディアの古い金属で作られた『閃影絶晶刀（ハイディング・ソウル）』。
6巻でジーネルに連れてこられたセフィと出会い、自身の肺が地球の大気に適応できずソーディアに行かなければ長くは生きられないことを語り、〈扉の巫女〉であるセフィにソーディアに連れて行ってほしいと懇願し、セフィの剣の師匠になることを引き受けた。9巻では“堕ちたる宮殿”でクロウと遭遇し、クロウが日奈子の体を心配して“空の扉”を開かせたくないことに気付いていた為に、自身がソーディアに行く為にはクロウが邪魔だと判断し、クロウに襲い掛かるがクロウの無想にてこずる。10巻では、八ツ首の蛇の後を追ってクロウに追いつき、セフィを連れて行こうとしたクロウを不意打ちし、〈竜剣〉リドと二人でクロウと交戦する。しかし、桜井美月の介入によって巨大な“空の扉”が開かれたことで交戦は中断し、リドと共に様子を窺っていたが大量のエイジンたちが“空の扉”から現れた事で、その場から撤退した。
その後、“第一の扉”を通ってソーディアへ行き命を長らえるよりクロウとの決着をつけることを優先させ、“第一の扉”が開かれた二か月後に無人となった東京ソーディアでクロウとセフィの前に現れて、クロウと交戦するが敗北し気絶した。しかしとどめは刺されず、たまたま近くにいたセフィの友人のリマに身柄を預けられた。
ジルンシェード
先代の〈剣聖〉で、大戦時から弟子のヒョウカに〈剣聖〉の座を譲る十年前までの六十年間も〈剣聖〉を務めたソーディの女性。年齢は九十歳を越えているが、外見は三十代の若さを保っている。〈大剣聖〉と呼ばれており、引退した後も〈剣仙衆〉の長を務めていた。大戦時に“空の扉”（ソーディアでは“大地の扉”と呼ばれている）を通ってソーディアから地球にやって来たことで、七十年後の現代でもソーディアの言語を話すことが出来る。また、ヒョウカがブレイズであることに気付いていたが、それでも弟子にしたことが9巻で本人の口から語られている。
6巻でクロウや日奈子たちと出会い、日奈子に先代の〈太陽の乙女〉が使用していた弓を渡した。7巻の終盤でソーディアからやって来たウィニアの通訳を務め、ソーディ政府との橋渡しを行った。9巻では、潜伏していたクロウたちの前に現れて、クロウの両親との因縁をクロウとウィニアに語った。その後、リンネを連れ戻そうとするクロウに同行してブレイズの本拠地となった“堕ちたる宮殿”に突入し、七十年前に交戦したかつての友人リーゼベルとの決着をつける為にリーゼベルと再度交戦し、致命傷を負いながらもセフィが開いた“空の扉”の影響で再び使えるようになった術法でリーゼベルに一撃を加えて、クロウとラーシュに連れられてその場を離脱した。そして、突如現れたヒョウカとクロウとラーシュに看取られて息を引き取った。死後、ジルンシェードの剣はヒョウカによって日本刀を失ったクロウに渡された。
ウィニア
7巻の終盤で日奈子が開いた“空の扉”を通って異世界ソーディアからやって来たソーディの少女で、ソーディアの〈剣聖〉。愛剣は鎌状の『ディースシーズ』でソーディアの言葉で“死を呼ぶもの”という意味である。小説第8巻の表紙に描かれている。
ソーディアに残されていた日本の文献を読んでいたことで、片言ながら日本語を話すことができる。
1巻の終盤で日奈子とセフィが“空の扉”を開いたと同時にソーディアでも“大地の扉”が開いたことで、ソーディアでは〈七剣〉を過去に“大地の扉”が開いた各地点に配備していたようで、ウィニアは7巻の終盤で開いた“大地の扉”を通って地球にやって来た。地球にやって来た目的は、ソーディアで救世主と呼ばれたヒョウカの剣を学んでエイジンたちに滅ぼされかけているソーディアを救う為であり、地球にやって来た直後にその場にいた〈大剣聖〉ジルンシェードがソーディアの言語をまだ話せたことから、ジルンシェードから事情を聞いたことで、行方不明のヒョウカの代わりにヒョウカの弟子のクロウからヒョウカの剣を教わろうと、クロウに弟子入りを志願する。当初クロウはウィニアを弟子にすることを嫌がっていたが、8巻の終盤でクロウがシルフィに切り捨てられた事で、クロウを助ける為に日奈子と共に爆撃されているブレイズの居留地に戻ってクロウの命を救った事で、弟子入りを認められた。そしてクロウや明里たちと合流した後、〈太陽の乙女〉の一族の故郷に潜伏していたが、日奈子の頼みで太陽教の本部に潜入しようとしている日奈子たちに同行する。しかし日奈子たちの潜入に気付いていた美月が差し向けた白いレギオンによって、一時的に動けなくなった。10巻では、合流したクロウが美月にセクハラ発言をした際には、日奈子の弓や明里の拳銃と共に“ディースシーズ”をクロウの後頭部に投げつけたことから、いつしかクロウに対して師匠としてだけでなく女性としても好意を抱いていたことが窺える。そして、クロウの頼みで日奈子や明里やスノウホワイトと共にその場から撤退したが、八ツ首の蛇が引き起こした大爆発を見てクロウの元へ引き返した。
その二か月後、〈太陽の乙女〉の故郷に潜伏しながらクロウに剣を教わり、格段に強くなった。しかし、強くなればなるほどクロウとの別れが近くなる事を実感し、クロウにキスをした。そして、クロウたちと共に“第一の扉”へ向かうが、途中でエイジンたちの襲撃を受けて一行はバラバラになり、日奈子と二人きりになる。そしてクロウたちと合流をしようとしている途中でラーシュと遭遇し、交戦するが斬流をほぼ極めたラーシュに重傷を負わされる。その直後、かつて探していたヒョウカが現れるが、既にクロウとの修行で強くなっていたことで、もうヒョウカへの関心は薄れていた。そして、日奈子が強制送還の術を使おうとしたことでヒョウカとラーシュが撤退すると、重傷の身を押して先に進み、クロウたちと合流した。
アルーシュ
現在の四将の一人で、ラーシュの父親であるソーディの男性。穏和な性格で、息子のラーシュがヒョウカの弟子だった縁で、クロウとも面識がある。
8巻では、〈剣の学院〉の学園祭である〈剣華祭〉に賓客として招かれて〈剣の学院〉を訪問し、クロウとラーシュにシルフィも含めて分を越えた行動をしないように告げている。
東京ソーディアの上空に“第一の扉”が開かれた二か月後、避難した静岡市に設置された臨時政府を仕切りながら、シルフィと連絡を取り合っている。しかし、息子のラーシュがシルフィの元に身を寄せていることは知らずにいる。
リド
〈七剣〉の一人である〈竜剣〉であるソーディ。外見は小柄な少女で、年齢は十七歳。
〈七剣〉の中で〈竜剣〉は唯一の世襲制で、かつてエイジンの祖先である竜がソーディに竜の因子を植え付けた「竜の一族」の中で、最も竜の因子が濃く発現した者が〈竜剣〉の称号を継承する。
何に対しても怠惰な性格で、生きる事自体にも面倒がっており死にたがっている。〈竜剣〉を継承した後も家に引きこもっていたが、シルフィに家を解体すると脅されて、しぶしぶ“堕ちたる宮殿”に出撃し、リンネと交戦する。10巻では、ソーシャたち〈七剣〉四人と共に八ツ首の蛇としぶしぶ交戦するが決着がつかず、八ツ首の蛇がクロウを追いかけたことでしぶしぶ後を追い、クロウに追いつきソーシャと共にクロウとしぶしぶ交戦する。交戦の最中に、クロウが無想の状態でリドのセーターの中に両手を突っ込んで直接リドの胸を揉みしだいた時には、さすがに面倒くさがらずに恥ずかしがっていた（当然、ブラジャーは面倒がって着けていなかった）。そして、美月の介入によって巨大な“空の扉”が開かれたことで交戦は中断し、ソーシャと共に様子を窺っていたが“空の扉”から大量のエイジンが出現した事で、その場から撤退した。
その二か月後、イシュトやシュナークと共に“第一の扉”へ向かうクロウたちの前に現れて、クロウたちを先に行かせる為にエイジンたちの相手を買って出た。その際に、イシュトからクロウに斬られるより一緒に引きこもりたいことが語られ、クロウを気に入ったことが窺える。
尋常ならざる頑丈さと回復能力を持ち、リンネの本気の一撃を受けてもかすり傷程度しか負わない。更に「竜の骨」と呼ばれるエイジンの牙に似た剣を体内から出して戦う。しかし、目や口に剣を突きこまれればさすがの〈竜剣〉も死ぬという弱点を、10巻でリド本人がクロウに語っている。
リマ
〈剣の学院〉に通うソーディの少女で、セフィの取り巻きの友人の一人。
東京ソーディアの上空に“第一の扉”が開かれた後も、エイジンを駆除する為に東京ソーディアに残った。“第一の扉”が開かれた二か月後、同様に残った〈剣の学院〉の生徒たちと共にパトロールをしている最中に“空の扉”からエイジンたちが現れて窮地に陥るが、駆け付けたクロウとセフィに助けられた。
扉の事件の直後に、〈剣姫〉の資格を取って飛び級で〈剣の聖堂〉に入り、凄い速さで腕を上げた。そして扉の事件から三年後、イシュトたちの権限で新たな〈天剣〉に任命される予定である。

#### ブレイズ
リンネ
ブレイズの少女で、〈死剣使い〉と呼ばれる最強の剣士の一人。小説第4・10巻の表紙に描かれている。一人称は「ボク」で、クロウのことは「クロちゃん」と呼んでいる。愛剣は両端に刃がある槍状の『銀翼（ギンヨク）』。
ランダムに未来が見える“秘法”と呼ばれる死剣使い特有の能力を持ち、2巻でクロウと出会い接する内に、クロウに好意を抱いた。4巻では、死剣使いとしての立場よりもクロウを助けることを優先し、クロウと一緒に居る為にソーディ政府に投降する。その後、シルフィによって爆弾入りのチョーカーを付けられて、〈剣の学院〉付きのメイドとしてクロウの傍にいることになった。しかし、8巻の終盤でブレイズの女王として覚醒したリーゼベルの命令に、死剣使いとしての本能に逆らえず、その気になればいつでも外せた爆弾付きチョーカーをあっさり解除して、ブレイズたちの元に戻った。9巻では、自分を連れ戻しに来たクロウと交戦し、その時には一瞬先の未来を見ることが出来るまでに“秘法”の精度が上がっていたが、未だに好意を抱くクロウと戦うことにジレンマを感じ、心が混乱してその場を離れた。しかし、クロウがリドにボロボロにされる未来が見えたことで引き返し、混乱したままリドと交戦するが決着はつかなかった。更に、女王リーゼベルがジルンシェードの術法をくらって生死不明になった事で混乱はさらに増し、八ツ首の蛇や〈七剣〉に言われるがままにその場を離れた。そして、混乱したままクロウと合流した後は、クロウに手を引かれて日奈子たちと合流した。そして、クロウが追いついて来た八ツ首の蛇やソーシャたちが交戦する様子を見ても混乱は収まらなかったが、クロウがソーシャたちに追い詰められた際には混乱したままソーシャたちに襲い掛かるが、あっさり撃退された。そして、美月の介入によって巨大な“空の扉”が開かれた後もクロウを殺そうとする八ツ首の蛇を迎え撃ち、『銀翼』で八ツ首の蛇に致命傷を負わせた。
その二か月後、〈太陽の乙女〉の故郷に潜伏しながら、寝込んでいる日奈子の世話を行っていた。二ヶ月前の戦い以降、死剣使いの能力が使えなくなり驚異的な回復能力も失っており、女王リーゼベルに逆らった上に八ツ首の蛇を殺したことが原因だとリンネたちは推測している。それでも最後までクロウの側にいることを決意しており、クロウたちと共に“第一の扉”へ向かう。その途中でエイジンたちの襲撃を受けて一行はバラバラになり、クロウと二人きりになる。そして、セフィたちと合流をしようとしている途中でリーゼベルやスイサーラと遭遇し、スイサーラと交戦する。そして、クロウがリーゼベルに勝利した後、リーゼベルから自分の死剣使いの能力は失われたわけではなく眠っているだけだと告げられ、女王リーゼベルとしての存在と記憶が消滅し気絶したリーゼを抱えたスイサーラが去った直後に陸上自衛軍の襲撃を受けるが、リーゼベルの言葉とクロウへの思いから死剣使いの能力を取り戻し、単身で陸上自衛軍を撃退した。その後、シルフィがローズとロバート・マキシムを始末した直後に、敵であるシルフィを討つ為にシルフィのナイフを手から弾き飛ばし、とどめを刺そうとした瞬間、突如現れたラーシュに背後から胸を貫かれた上に、背中を袈裟懸けにされて致命傷を負い、クロウの腕の中で生命活動を停止した。しかしその後、リーゼの見立てでは生命活動は停止しているものの完全には死んでおらず、リーゼが治癒の術法を施し続けた。
戦争終結後、クロウたちの住む離島へ向かうフェリーの中で、リンネらしき少女が描写された。
スイサーラ
〈死剣使い〉の一人であるブレイズの少女。“秘法”は、自身の『光』を爆発的に増幅させる能力である。通称および一人称は「サーラ」。愛剣は双剣の『神鳴刃（シンメイハ）』。
ブレイズの長老たちによって、ブレイズたちの指揮官を務めていた。8巻では、クロウに合う為に〈剣の学院〉に潜入し、クロウの剣に恋しただけでなくクロウの子を身ごもり出産したいという願いをクロウに明かしたが、ウィニアの介入によってその場から撤退した。9巻では、女王として覚醒したリーゼベルに支配されない為にあえてリーゼベルに近づかないようにしており、“堕ちたる宮殿”に向かうクロウたちの前に現れるが、〈大剣聖〉ジルンシェードによって追い払われた。その後もクロウたちの後を追っていたが、女王リーゼベルがジルンシェードの術法をくらって重傷を負った事でさすがに放置できず、リーゼベルの手当てを行った。そして、巨大な“空の扉”が開いた後、八ツ首の蛇・カスミの死を死剣使いとして何となく察知したことをリーゼベルに伝えた。
その二か月後、クロウとの決着をつけるべく出立するリーゼベルに同行し、“第一の扉”へ向かう途中のクロウとリンネの前に立ちはだかった。そしてリンネと交戦するが、その最中にクロウを本気にさせる為にリンネとセフィを殺すようリーゼベルに命令され、その強制力に逆らえずに二人を殺そうとするが、クロウがリーゼベルに勝利した事で命令から解放された。そして、リーゼベルからブレイズたちの未来をネッサと共に託されて、意識を失って女王リーゼベルとしての存在と記憶が消滅したリーゼを抱えて、戦場から離脱した。
リーゼベル
ブレイズの穏和な性格の女性で、外見は十二、三歳程だが“治癒”の術法が使える為、医者を務めている。リーゼという愛称で呼ばれている。小説第11巻の表紙に描かれている。
実はブレイズの最長老にして女王。十二歳になってからは年を取っていないという特異体質で、七十年前の〈剣聖〉ジルンシェードとの戦いで重傷を負った際に記憶を失い、数年後に記憶を取り戻した事で、数年ごとに創り出した新しい人格にブレイズの女王リーゼベルの記憶を融合させる事が可能になった。覚醒した後の愛剣は、『光』を具現化させて創り出した赤い刀の『虚ロナル紅キ夜（ウツロナルアカキヨル）』。
4巻で、リンネに拉致されブレイズの居留地に連れてこられたクロウを治療し、クロウと親しくなる。しかし8巻の終盤で、クロウと〈剣帝〉アミラルとの立ち合いを見た事で、ブレイズの女王として覚醒し記憶を取り戻した。そして9巻で、虐げられ続けるブレイズの同胞たちの為に、ソーディ政府に対して宣戦布告したが、“堕ちたる宮殿”にやって来たかつての友人ジルンシェードとの交戦の末に、ジルンシェードの最期の術法をくらって重傷を負った。しかし、10巻で女王の危機に駆け付けたスイサーラの手当てを受けた事で一命を取り留め、空に開いた巨大な“空の扉”を見て、自分がブレイズたちの未来を決めなければならないことを改めて自覚した。
その二か月後、クロウを最後に戦う相手と見定めて、スイサーラと共に“第一の扉”へ向かう途中のクロウとリンネの前に立ちはだかった。そして、クロウと交戦するが死闘の末に敗北し、クロウにキスして癒しの“術法”でクロウの傷を治し、スイサーラにブレイズたちの未来をスイサーラとネッサに託すと告げ、リンネには彼女の死剣使いの能力は失われたのではなく眠っているだけだと告げた。そして満足気に意識を失い、リーゼからブレイズの女王リーゼベルとしての存在と記憶が消滅したとクロウとスイサーラは確信し、スイサーラに抱かれて戦場から離脱した。
七十年前のリーゼベルの性格は、ジルンシェードによると「アタシに斬られて死ねることを光栄に思いなベイビー」とバカなことを言う傲慢でバカな性格だったようで、9巻でジルンシェードにその事を指摘された際には「記憶にございません」と誤魔化していた。また、〈剣神〉の高みに手をかけたといわれる程の剣士だった。
ネッサ
ブレイズの幹部の少女。スイサーラが行方不明になった後、“紅の戦団”という組織を結成してソーディ政府に戦いを挑んだ。リーゼベルがブレイズの女王として覚醒した後は、リーゼベルの部下として活動している。
東京ソーディアの上空に“第一の扉”が開かれた二か月後、各勢力がつぶし合うのを見守るべきだとリーゼベルに進言するが受け入れられず、クロウとの決着をつける為に出立するリーゼベルと同行するスイサーラを見送ることしかできなかった。
八ツ首の蛇（やつくびのへび）
ブレイズ最強の術法使いである少女。小説第9巻の表紙に描かれている。名前は長らく不明だったが、10巻の終盤でカスミだということが死の間際の本人の口から明かされて、カスミの死の直後にウィニアによってソーディアの言葉で“美しい夢”という意味であることが語られた。先代の八ツ首の蛇の記憶を、そのまま引き継いでいる。
8巻の終盤で、最強の術法使いであると同時に死剣使いでもあるという、ブレイズの歴史上初めての存在であることが判明した。その事に加えて、スイサーラ以上に過激な性格である事からブレイズの長老たちに危険視され、長い間閉じ込められていたが、ブレイズの戦力不足が深刻化した事で、8巻から行動を開始した。しかし、ブレイズの女王として覚醒したリーゼベルには死剣使いの本能によって逆らうことができず、従順な態度をとっている。
10巻では、女王リーゼベルに一撃を加えた〈大剣聖〉ジルンシェードに激しい怒りを抱き、交戦していた〈七剣〉五人を放ってまでクロウの『光』を感知して後を追った。そしてクロウに追いつき、クロウがジルンシェードの剣を持っていたことでジルンシェードが死んだことに気付いて嘲笑し、それを見て怒りを抱いたクロウと交戦する。そして、美月の介入によって巨大な“空の扉”が開いた後も、“滅びの術法”によって力の大半を使い果たしていたにもかかわらず、交戦を止めずにクロウを殺そうとしたが、クロウを守ろうとするリンネと交戦し、リンネの『銀翼』によって致命傷を負った。死の間際、クロウに自分の名前が「カスミ」であることを明かし、クロウに名前で呼ばれた直後に息を引き取った。

### 太陽教
木戸 明里（きど あかり）
太陽教の教団員である人間の少女で、クロウとは彼が人間の町で暮らしていた頃の幼馴染である。
父親の木戸祐司（きど ゆうじ）は太陽教の穏健派の幹部で教祖の側近だったが、7巻での美月による穏健派の一掃から辛くも逃れ、潜伏していた。しかし10巻で、美月からの電話での連絡で娘の明里の身の安全と引き換えに、何らかの取引を行った模様。美月亡き後は、太陽教を統轄している。
1巻でクロウと再会して以降、ちょくちょくクロウと接触するようになり、やがてクロウに好意を抱くようになる。8巻の終盤で、自衛軍に爆撃されるブレイズの居留地の様子を見に来て、クロウや日奈子たちと再会する。そして、〈太陽の乙女〉の一族の故郷に一緒に潜伏するが、日奈子の頼みで太陽教の本部に共に潜入する。しかし美月たちに気付かれて撤退しようとするが、美月が差し向けた白いレギオンによってウィニアが一時的に動けなくなり窮地に陥るが、クロウが合流した事で事なきを得る。そして、クロウの勧めで日奈子やウィニアやスノウホワイトと共にその場を離れるが、八ツ首の蛇が引き起こした大爆発を見てクロウの元へ引き返した。
その後、クロウたちの足手まといにならない為に、記憶を失ったスノウホワイトと共に太陽教教徒を束ねている父親のいる太陽教本部に戻り、父親が美月から預かっていた先代の〈太陽の乙女〉の残したノートを日奈子に送った。
幹原 条一郎（みきはら じょういちろう）
太陽教の戦闘部隊のリーダーである人間の男性。通称はジョー。
七年前の反政府運動の際に、〈剣聖〉ヒョウカによって右腕を切り落とされ、仲間もヒョウカによって全滅させられた。その後、太陽教に協力しているダイナスト社によって、エイジンの右腕を新たな右腕として移植された。3巻で日奈子を捕えると、報復の対象であるヒョウカをおびき出す為に、ヒョウカの弟子であるクロウと交戦するが、クロウによって再び右腕を切り落とされて逮捕された。
7巻でダイナスト社のローズによって釈放され、再度エイジンの右腕を移植された上でエイジンの細胞と適合する為の試験薬を美月から渡された。そして太陽教の本部で再度クロウと交戦するが、再度敗れて撤退した。10巻で太陽教のレギオンたちに追われる日奈子たちの前に現れ、妹の香苗が命を捨てても逃がそうとした日奈子や香苗に似た容姿のスノウホワイトを守る為に、レギオンたちと交戦する。既にエイジンの細胞に全身を蝕まれていた事で自分の死期を悟っていたジョーは、レギオンたちに全身を刺されながらもクロウの到着を見届けると、エイジンの細胞を意図的に活性化させて数体のレギオンを道連れに爆死した。
スノウホワイト
ジョーと行動を共にしていた小柄なサイボーグの少女で、ジョーが逮捕された後は明里と行動を共にしている。容姿が幹原条一郎の妹で、日奈子の世話役だった香苗に似ている。サイボーグに改造された影響と投薬から、記憶力に難がある。
10巻の終盤で、七体のクローンレギオンによってクロウたちが身動きが取れなくなったことで、自ら美月を倒そうとしたところを、美月がスマホで緊急停止プログラムを発動した事で動きが止まり、それまで蓄積した記憶データを全て失い、戦闘能力も失った。その後、明里と共に太陽教本部に戻った。
その後、木戸祐司が養子として引き取り、“木戸スノウ”という名前で明里の義妹となった。そして、太陽教のシスター見習いとして働きながら、記憶を失いながらも心のどこかで覚えていた幹原条一郎の墓の掃除をするようになった。
桜井 美月（さくらい みつき）
太陽教の導師の娘である人間の少女で、日奈子の姉。太陽教の理念に染まっており、目的の為なら両親や妹を犠牲にすることすら厭わない性格をしている。また、〈太陽の乙女〉である日奈子ほどではないが〈太陽の乙女〉の一族の血を引いていることで、人間が宿す『光』を集めて〈太陽の乙女〉日奈子に注ぎ込む能力を持つ。
7巻では一介のシスターを装って日奈子とセフィに接触し、二人の案内をしながら裏でレギオンを操って、導師である母親と先代の導師である父親や穏健派の幹部たちを襲撃させて致命傷を負わせた。そして、日奈子たちが致命傷を負った両親に気を取られているうちに姿を消した。そして、太陽教の本部の奥深くで日奈子と合流したクロウの前に現れて正体を明かした。そして、その場にいた太陽教の教徒数人の『光』を集めて日奈子に注ぎ込んで“空の扉”を開かせて、その場から撤退した。
9巻では、太陽教の本部で新たな導師として教徒たちの前に現れて、両親の死はソーディ政府のせいだと嘯き、教徒たちの戦意を煽った。また、日奈子たちが本部に潜入していることに気付いており、白いレギオンたちを差し向けて日奈子たちを捕えようとする。10巻では、幹原条一郎の介入によってクロウが日奈子たちに合流すると、戦力の消耗を防ぐ為にクロウの立ち合いの元で公園で日奈子と会談する。その最中に八ツ首の蛇がクロウに追いついたことで、隙を見てその場を離れた。そして太陽教教徒の二割を掌握する木戸裕司と何らかの取引を電話で行った後、クロウが八ツ首の蛇やソーシャたちと交戦している最中に七体の白いレギオンを引き連れて介入し、七体の日奈子の遺伝子情報を元に制作したクローンレギオン（白いレギオン）を介して、日奈子に太陽教教徒五万人分の『光』を日奈子に注ぎ込んで巨大な“空の扉”を開かせるが、自身の肉体が五万人分の『光』に耐えられるはずがなく、結果を見届けることなく肉体が跡形も無く消滅して死亡した。美月の死後、クロウは日奈子に巨大な“空の扉”を開かせるだけでなく、何か「とんでもないことを引き起こす為」に結果を見届けることなく自身の命を捨てたのだろうとセフィに語っている。

### その他
ロバート・マキシム
人間の男性で、軍事企業ダイナスト社の営業マン。白スーツにシルクハットの格好で、“奇術師”の異名で呼ばれている。アジア方面を担当しており、ダイナスト社の本拠地であるカリフォルニアでシルフィと会談し、取引を行っている。
11巻の中盤でローズと共にシルフィに同行するが、終盤でリンネが陸上自衛軍を撃退した事でローズにローミスとレーミスを始末させ、桜井美月の人格をプログラムしたHタイプのクローンレギオン七体を使って日奈子とセフィに強制的に“空の扉”を世界中に開かせて、世界中の国々にエイジン対策としてダイナスト社の兵器を買わせるようにし、ついでに自分たちの裏を知る上に目障りなシルフィを始末しようとしたが、シルフィが隠していたナイフの腕前にローズが殺された直後に、自身も喉を切り裂かれて死亡した。
ブライア・ローズ
ロバートの部下である人間の女性で、ロバートの秘書兼ボディーガード。サイボーグで、スノウホワイトより数世代前の技術で改造された。10巻でクロウが日奈子たちを守ろうとするのを見て「とんだ偽善ですね。ヘドが出ます」と吐き捨てるなど、冷酷な性格をしている。
11巻の中盤でロバート・マキシムと共にシルフィに同行するが、終盤でリンネが陸上自衛軍を撃退した事でローミスとレーミスを背後から殺害し、シルフィも始末しようとしたがシルフィが隠していたナイフの腕前によって、首筋を切り裂かれた上に胸を貫かれて死亡した。
葛城 義友（かつらぎ よしとも）
クロウの父親である人間の男性で、家でずっとソーディや古流の研究をしていた。八年前に反ソーディ組織が蜂起した際に、武装した人間たちに外に連れ出され、拳銃で頭を撃ち抜かれて死亡した。
実は義友の家系は代々人間とソーディの研究を続けており、過去にヒョウカに拉致同然に連れてこられて、ジルンシェードやヒョウカや永久と四人で共に古流を完成させようとした。永久と出会って一年以上後に交際を始め、三年後にクロウが誕生した。しかしクロウが二歳の時に妻の永久が死亡し、ヒョウカたちが古流の完成を断念して別れた後も、研究を続けていた。
葛城 永久（かつらぎ とわ）
クロウの母親である人間の女性で、人間の女性ながらも麒麟児と呼ばれる程の剣術の天才だった。剣技を極める為に当時の〈剣聖〉ジルンシェードに弟子入りを志願し、弟子にはなれなかったが同行は許された。そして、古流を完成する為にヒョウカが連れてきた葛城義友と恋に落ち、義友と結婚しクロウを出産した。ヒョウカとは友人同士だったが、剣技を極める為にヒョウカと立ち会う予定だった。しかし、クロウが二歳の時に長年に渡って肉体を酷使した無茶が祟って倒れ、そのまま息を引き取った。永久の死はヒョウカとジルンシェードを打ちのめし、二人に古流の完成を断念させた。

## 用語解説
七剣（しちけん）
ソーディの中でも最強の七人の剣士に与えられる称号。〈剣聖〉を筆頭に〈剣帝〉・〈剣王〉・〈剣将〉・〈絶剣〉・〈天剣〉・〈竜剣〉の七つの称号がある。
8巻で、地球だけでなくソーディアでも〈七剣〉の継承が続いていたことが判明した。
レギオン
太陽教で実験している、サイボーグにエイジンの細胞を注入したハイブリッド兵士。

## 既刊一覧

### 小説
- 鏡遊（著）・みけおう（イラスト）、メディアファクトリー→KADOKAWA〈MF文庫J〉、全12巻
  - 『剣神の継承者』、2012年5月25日発売[2]、ISBN 978-4-8401-4578-7
  - 『剣神の継承者II』、2012年8月24日発売[3]、ISBN 978-4-8401-4680-7
  - 『剣神の継承者III』、2012年11月22日発売[4]、ISBN 978-4-8401-4871-9
  - 『剣神の継承者IV』、2013年3月25日発売[5]、ISBN 978-4-8401-5140-5
  - 『剣神の継承者V』、2013年6月25日発売[6]、ISBN 978-4-8401-5229-7
  - 『剣神の継承者VI』、2013年9月25日発売[7]、ISBN 978-4-8401-5414-7
  - 『剣神の継承者VII』、2013年12月25日発売[8]、ISBN 978-4-04-066158-2
  - 『剣神の継承者VIII』、2014年3月25日発売[9]、ISBN 978-4-04-066379-1
  - 『剣神の継承者IX』、2014年6月25日発売[10]、ISBN 978-4-04-066781-2
  - 『剣神の継承者X』、2014年9月25日発売[11]、ISBN 978-4-04-066988-5
  - 『剣神の継承者XI』、2014年12月25日発売[12]、ISBN 978-4-04-067311-0
  - 『剣神の継承者XII』、2015年3月25日発売[13]、ISBN 978-4-04-067474-2

### 漫画
- 鏡遊（原作）・みけおう（イラスト）・神楽武志（漫画） 『剣神の継承者』 KADOKAWA〈MFコミックス アライブシリーズ〉、全2巻
  1. 2013年12月21日発売[14][15]、ISBN 978-4-04-066144-5 / CD付き特装版 同日発売、ISBN 978-4-04-066131-5
  2. 2014年6月23日発売[16]、ISBN 978-4-04-066587-0